# 眞並恭介
眞並恭介（真並恭介、しんなみ きょうすけ、1951年- ）は、日本のノンフィクション作家。

## 人物・来歴
大阪府茨木市生まれ。北海道大学文学部ロシア文学科卒業。出版社、編集プロダクション勤務を経て、1992年にライブストーン株式会社を設立、代表（2016年解散）。主に医学・医療分野の雑誌・書籍の編集出版に従事する。2002年から2014年まで、毎日新聞大阪本社特約記者。2015年『牛と土 福島、3.11その後。』で講談社ノンフィクション賞受賞。

## 著書
- 『セラピードッグの子守歌 認知症患者と犬たちの3500日』(介護library) 講談社, 2011.11
- 『牛と土 福島、3.11その後。』集英社, 2015.3 のち文庫
- 『すべての猫はセラピスト 猫はなぜ人を癒やせるのか』講談社, 2017.2